# フランス領マダガスカル総督
フランス領マダガスカル総督（フランスりょうマダガスカルそうとく、Gouverneur colonial français de Madagascar）の一覧。

## 歴代総督
| 代                   | 名前                                                     | 就任日         | 退任日         | 備考                              |
| -------------------- | -------------------------------------------------------- | -------------- | -------------- | --------------------------------- |
| '統監'               |                                                          |                |                |                                   |
| 1                    | シャルル・ル・ミル・ド・ヴィリエ                         | 1886年4月28日  | 1888年3月      | 着任1回目                         |
| 2                    | ポール＝オーギュスタン＝ジャン・ラールイ                 | 1888年3月      | 1889年12月12日 | 着任1回目                         |
| 3                    | ルイ・モーリス・ボンパール                               | 1889年12月12日 | 1891年10月11日 |                                   |
|                      | ジャン・オーレリアン・ラコステ                           | 1891年10月11日 | 1892年10月     | 代理                              |
| 4                    | ポール＝オーギュスタン＝ジャン・ラールイ                 | 1892年10月     | 1894年9月8日   | 着任2回目                         |
| 5                    | シャルル・ル・ミル・ド・ヴィリエ                         | 1894年10月14日 | 1895年12月1日  | 着任2回目                         |
|                      | アシル・ランショ                                         | 1894年9月      | 1895年2月21日  | 代理                              |
|                      | ロベール・エドゥアール・アルフォンス・シャルーアン       | 1895年2月21日  | 1895年12月1日  | 代理                              |
| 6                    | イポリット・ラロシェ                                     | 1895年12月1日  | 1896年9月28日  |                                   |
| 7                    | ジョゼフ・ガリエニ                                       | 1896年9月28日  | 1897年7月31日  |                                   |
| '総督'               |                                                          |                |                |                                   |
| 1                    | ジョゼフ・ガリエニ                                       | 1897年7月31日  | 1905年5月11日  |                                   |
|                      | シャルル・ルイ・ルプルー                                 | 1905年5月11日  | 1906年1月1日   | 代理                              |
| 2                    | ジャン＝ヴィクトル・オーガヌール                         | 1906年1月1日   | 1909年12月13日 |                                   |
|                      | ユベール・オーギュスト・ガルヴィット                     | 1909年12月13日 | 1910年1月16日  | 代理、着任1回目                   |
|                      | アンリ・フランソワ・シャルル・コル                       | 1910年1月16日  | 1910年10月31日 | 代理                              |
| 3                    | アルベール・ジャン・ジョルジュ・マリー・ルイ・ピクイェ   | 1910年10月31日 | 1914年8月5日   |                                   |
| 4                    | ユベール・オーギュスト・ガルヴィット                     | 1914年8月5日   | 1917年7月24日  | 着任2回目                         |
| 5                    | マーシャル・アンリ・メルラン                             | 1917年7月24日  | 1918年8月1日   |                                   |
| 6                    | アブラアム・シュラメック                                 | 1918年8月1日   | 1919年7月12日  |                                   |
|                      | マリー・カジミール・ジョゼフ・ギュイヨン                 | 1919年7月12日  | 1920年6月22日  | 代理                              |
| 7                    | ユベール・オーギュスト・ガルヴィット                     | 1920年6月22日  | 1923年3月13日  | 着任3回目                         |
|                      | オーギュスト・シャルル・デジレー・エマニュエル・ブリュネ | 1923年3月13日  | 1924年2月20日  | 代理                              |
| 8                    | アシル・アンリ・レイモン・マルセル・オリヴィエ           | 1924年2月20日  | 1929年1月30日  |                                   |
|                      | ユーグ・ジャン・ベルティエ                               | 1929年1月30日  | 1930年5月1日   | 代理                              |
| 9                    | レオン・アンリ・シャルル・ケイラ                         | 1930年5月1日   | 1939年4月22日  | 着任1回目                         |
|                      | レオン・モーリス・ヴァランタン・レアロン                 | 1939年4月22日  | 1939年6月10日  | 代理                              |
| 10                   | ジュール・マルセル・ド・コペー                           | 1939年6月10日  | 1940年7月30日  | 着任1回目                         |
| 11                   | レオン・アンリ・シャルル・ケイラ                         | 1940年7月30日  | 1941年4月11日  | 着任2回目、ヴィシー政権により任命 |
| 12                   | アルマン・レオン・アネ                                   | 1941年4月11日  | 1942年9月30日  | マダガスカルの戦いにより解任      |
| 'イギリス軍政司令官' |                                                          |                |                |                                   |
| 1                    | ロバート・グライス・スタージェス                         | 1942年5月5日   | 1942年10月11日 |                                   |
| 2                    | ジェラルド・ラッセル・スモールウッド                     | 1942年10月11日 | 1944年9月      |                                   |
| '高等弁務官'         |                                                          |                |                |                                   |
| 1                    | ポール・ルイ・ヴィクトル・マリー・ルージャンティオム     | 1943年1月7日   | 1943年5月3日   | 自由フランスにより任命            |
| 2                    | ピエール・ド・サン＝マール                               | 1943年5月3日   | 1946年3月27日  | 総督                              |
|                      | ロベール・ブードリー                                     | 1946年3月27日  | 1946年5月19日  | 代理                              |
| 3                    | ジュール・マルセル・ド・コペー                           | 1946年5月19日  | 1947年12月23日 | 着任2回目                         |
| 4                    | ピエール・ガブリエル・ド・シェヴィニエ                   | 1948年3月8日   | 1950年2月3日   |                                   |
| 5                    | ロベール・イザーク・バルギュ                             | 1950年2月3日   | 1954年10月13日 |                                   |
| 6                    | ジャン・ルイ・マリー・アンドレ・スーカドー               | 1954年10月13日 | 1959年5月1日   |                                   |